# Рудник Јадар
Рудник Јадар или Пројекат Јадар је предложено рударско место. Једно је од највећих налазишта литијума на свету, а такође садржи и бор. Планирано је да се из руде издвајају и литијум и бор. Налазиште садржи минерал јадарит, једину појаву овог минерала у свету. Рудник се налази у западној Србији, односно у Мачванском управном округу. Рудник Јадар има резерве од 118 милиона тона руде са 1,8% литијум оксида. Налазиште је откривено 2004. године, а 2017. корпорација Rio Tinto је потписала мемораднум са Владом Ане Брнабић којим се покреће пројекат експлоатација литијума 2024.

## Историја

### Откриће јадарита
У фебруару 2004. амерички и српски геолози открили су до сада непознат сиво-бели минерал чија структура одговара формули {\displaystyle \,LiNaB_{3}SiO_{7}(OH)}. Овај натријум-литијум боросиликат је признат као нови минерал од стране Међународног минералошког удружења у новембру 2006. године и назван је јадарит према месту проналаска. Кристали јадарита су величине само око 5 µм. Налазиште у јадарском крају једини је познати извор овог минерала у свету.

### Инвестиције
Рио Тинто је до 2016. године у пројекат Јадар уложио 70 милиона долара . С обзиром на перспективу пројекта, очекивала је да ће до краја 2017. уложити још 20 милиона америчких долара.

### Потписивање меморандума
Представници Владе Србије потписали су 24. јула 2017. године Меморандум о разумевању са компанијом Рио Тинто, којим су утврђени услови међусобне сарадње у наредном периоду у циљу почетка рударства 2023. године  Меморандум су у име Српске владе потписали министар рударства и енергетике Александар Антић, а у име компаније Рио Тинто генерални директор дотичне дивизије Сајмон Клуст. Потписивању меморандума присуствовала је тадашња председница Владе Србије Ана Брнабић. У складу са плановима, Рио Тинто је уложио укупно 90 милиона долара у пројекат, који је укључивао тестирање узорака у Калифорнији и Викторији, до 2017. године. Према овим испитивањима, руда у лежишту Јадар садржи 1,86 % литијум оксида и 15.4 % бор оксида. Почетак изградње објеката за индустријско вађење и прераду руде је тада планиран за 2020. годину.
Влада Србије је у јануару 2022. године, непосредно пред Опште изборе, ставила ван снаге дозволе за пројекат Јадар  године након великих еколошких протеста.
Председник Србије Александар Вучић је у јануару 2024. изјавио да Влада жели даље разговоре са корпорацијом Рио Тинто и да би требало да буде више јавне расправе о томе да ли пројекат треба да се настави. Ако буде завршен, пројекат би могао да задовољи 90% тренутних потреба Европе за литијумом и помогне да Рио Тинто постане водећи произвођач литијума.
Врховни суд Србије је, већ у јулу 2024. пресудио да је одлука Београда да одузме дозволу Рио Тинту за пројекат 2022. године била неуставна. Недељу дана касније, српска министарка рударства и енергетике Дубравка Ђедовић потписала је меморандум са Марошем Шефчовичем, потпредседником и „надгледником“ Европског зеленог договора, којим се договорила о критичним сировинама, ланцима вредности батерија и електричним возилима у вези са рударским пројектом. Пројекат има снажну подршку посебно ЕУ,  немачки канцелар Олаф Шолц убрзо дошао у Србију, и том приликом га је назвао „добрим пројектом за Србију“ и „важним европским пројектом“.

## Критике
Након потписивања меморандума и објаве студија о утицају на животну средину и здравље људи у часопису Сајентификс рипортс, и више трибина САНУ и СЕОС на којима је указано на опсаност последица експлоатације, испирања и транспорта руда литијума и бора, уследио је низ еколошких протеста широм Србије.